# Ric Grech
Ric Grech, właśc. Richard Roman Grech (ur. 1 listopada 1946 w Bordeaux, zm. 17 marca 1990 w Leicesterze) – brytyjski multiinstrumentalista i kompozytor. Był znany ze współpracy z różnymi zespołami, przede wszystkim z Family (1968–1969), Blind Faith (1969) i Traffic (1970–1971).

## Życiorys
Ric Grech w młodości grał w Leicester City Youth Orchestra. Karierę muzyka rockowego rozpoczął w 1965 roku dołączając do zespołu Farinas, w którym grał na gitarze basowej obok gitarzysty Johna Whitneya i saksofonisty Jima Kinga. Farinas w 1966 roku przekształcił się w Family poszerzając swój skład o wokalistę Rogera Chapmana i perkusistę Roba Townsenda. Zespół po koncercie w klubie UFO w Londynie został zauważony przez producenta Johna Gilberta, który został jego menedżerem. Family, z charakterystycznym wokalem Chapmana i grą Grecha na gitarze basowej i na skrzypcach, zdobył miano zespołu kultowego. Z Grechem w składzie nagrał dwa pierwsze albumy, Music in a Doll’s House (1968) i Family Entertainment (1969). Podczas amerykańskiej trasy koncertowej Grech porzucił zespół. Następnie dołączył do zespołu Blind Faith, a po jego rozpadzie przeszedł, wraz ze Steve’em Winwoodem, do Ginger Baker’s Air Force (1970). Nagrał z nim dwa albumy, Airforce i Airforce 2. W latach 1970–1971 był członkiem zespołu Traffic. Nagrał z nim dwa albumy, Welcome to the Canteen i The Low Spark of High Heeled Boys  (oba z 1971). Ze Steve’em Winwoodem wystąpił na wielu innych albumach jako muzyk sesyjny. Po opuszczeniu Traffic w grudniu 1971 roku Grech został członkiem zespołu The Crickets. Pojawiał się na sesjach nagraniowych takich muzyków jak: Jim Capaldi, Vivian Stanshall, Chuck Berry, Muddy Waters, Gordon Jackson, Graham Bond i zespół Streetwalkers. W tym ostatnim spotkał byłych kolegów z Family, Rogera Chapmana i Johna Whitneya.
Później Grech przeniósł się do Stanów Zjednoczonych, gdzie nawiązał współpracę z Gramem Parsonsem komponując utwór „Kiss The Children” na jego debiutancki, solowy album GP, którego był również współproducentem. Był też współautorem kolejnej piosenki z repertuaru Parsonsa, „Las Vegas”. Następnie Grech zagrał w koncercie Erica Claptona w londyńskiej Sali Rainbow, udokumentowanym albumem Eric Clapton's Rainbow Concert. Dołączył na krótko do zespołu KGB z Mikiem Bloomfieldem i Rayem Kennedym. Po powrocie do Wielkiej Brytanii utworzył zespół Square Dance Machine, ale na jego karierze coraz bardziej ciążyły problemy z narkotykami. Najlepsze nagrania Grecha zostały wydane w 1973 roku na albumie kompilacyjnym The Last Five Years. Pochodzą one z okresu jego współpracy z zespołami Family, Blind Faith, Ginger Baker’s Air Force i Traffic oraz solistami, Gramem Parsonsem i Rosettą Hightower. Sześć z dziewięciu utworów zawartych na albumie Grech skomponował, a dwa kolejne skomponował wspólnie z Rogerem Chapmanem i Gingerem Bakerem. Kompozytorem ostatniego utworu, „Sea of Joy”, był Steve Winwood. Ostatnie lata Grech żył w nędzy. Zmarł 17 marca 1990 roku w Leicester na niewydolność nerek i wątroby.